# Westelijk marmerwitje
Het westelijk marmerwitje (Euchloe crameri) is een dagvlinder uit de familie Pieridae, de witjes. De soort komt voor op het Iberisch Schiereiland, Frankrijk, Italië en aangrenzende delen van de Alpen, evenals in de kustregio van Noord-Afrika en aangrenzende delen van het Arabisch schiereiland. De spanwijdte bedraagt 40 tot 48 millimeter. Hij vliegt op een hoogte van 0 tot 2000 meter.

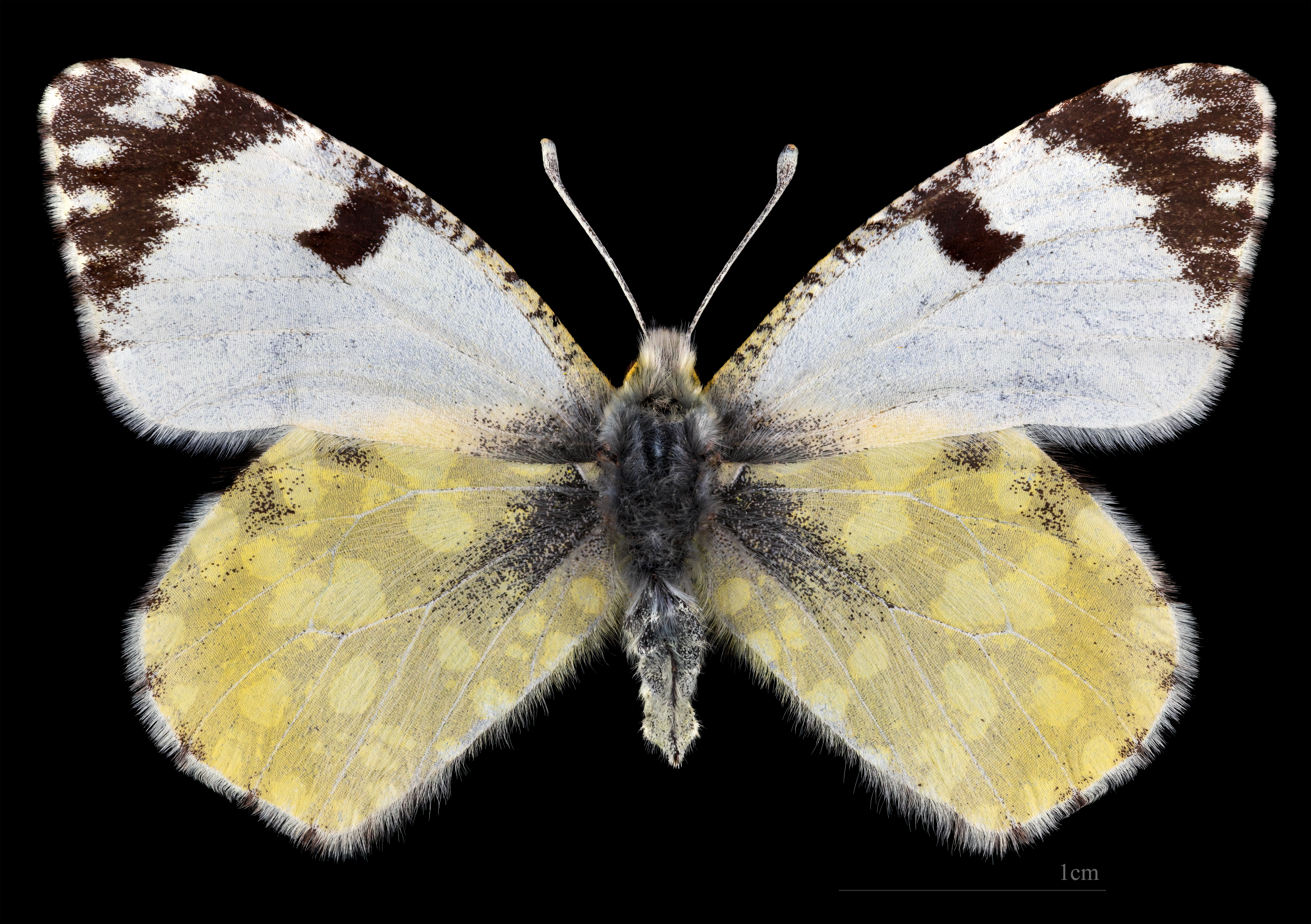
Euchloe crameri  ♀
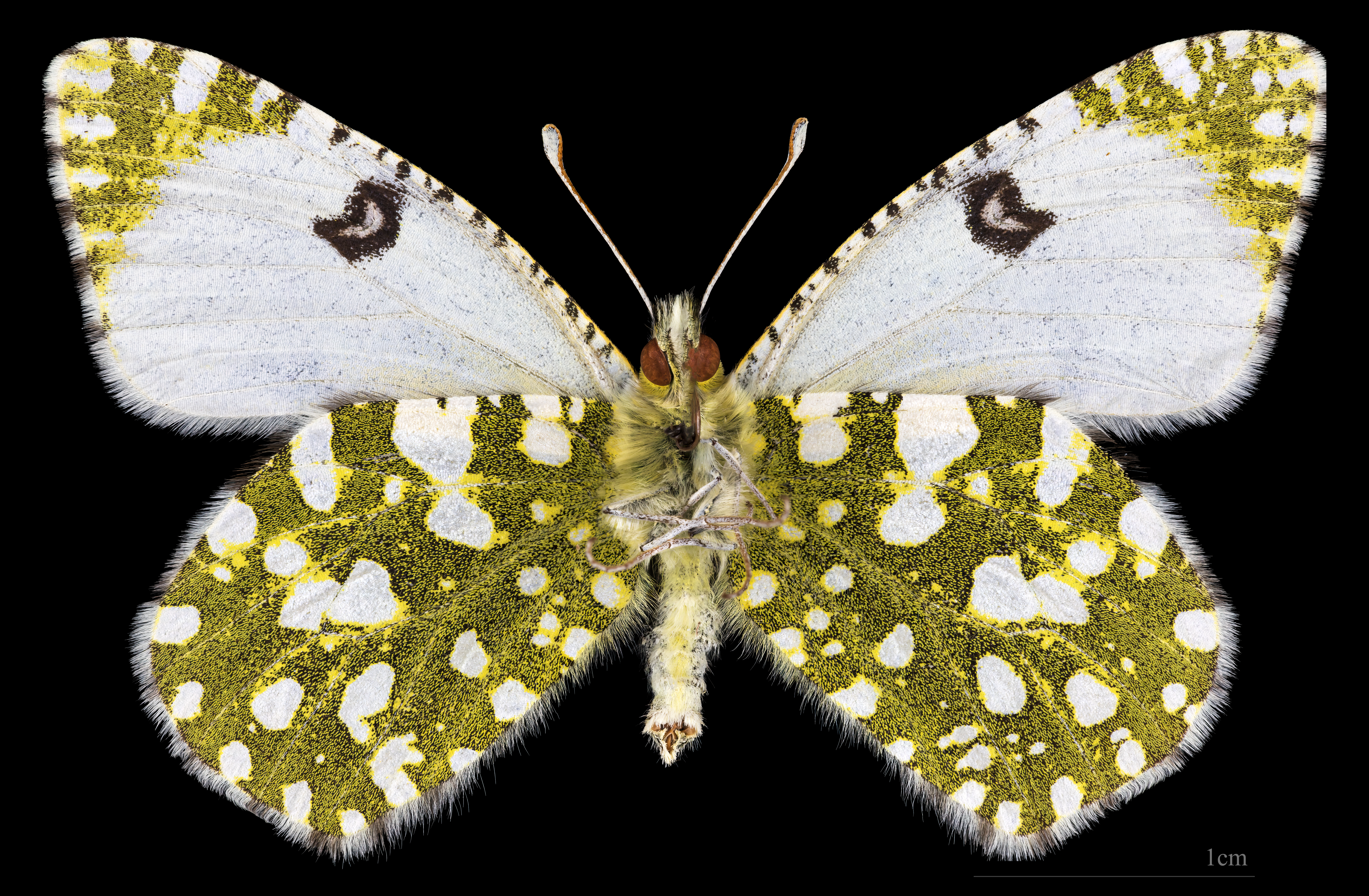
Euchloe crameri  ♀ △

De waardplanten komen uit de kruisbloemenfamilie. De eitjes worden op bloemknoppen afgezet.
De vliegtijd is van februari tot en met augustus. De pop overwintert, soms meerdere jaren.